# Physoglenidae
Physoglenidae Petrunkevitch, 1928 è una famiglia di ragni appartenente all'infraordine Araneomorphae.

## Caratteristiche
I ragni appartenenti a questa famiglia hanno perso il fusulo cilindrico basale delle filiere posteriori e i fusuli cilindrici delle filiere mediane. Come le Synotaxidae, hanno un'incisione sulla parte retrolaterale del cymbium; Allo stesso modo delle Synotaxidae e delle Cyatholipidae hanno un paracymbium piccolo basale e scanalato dorsalmente. Si differenziano dalla Cyatholipidae lo spiracolo tracheale posteriore più stretto della larghezza delle filiere.
Gli esemplari appartenenti alle sottofamiglie Pahorinae e Physogleninae hanno l'opistosoma e/o il cefalotorace maschile modificato in modo da consentire la stridulazione.

## Distribuzione
I 13 generi sono stati rinvenuti nella Nuova Zelanda, in Australia, in Tasmania e in Cile.

## Tassonomia
In origine attribuiti alla famiglia Synotaxidae, a seguito di un lavoro di Dimitrov et al., del 2017, il nome della famiglia è mutato in Physoglenidae perché le caratteristiche basali sono rappresentate dalla sottofamiglia Physogleninae; sono anche stati attribuiti alla superfamiglia Araneoidea.
Attualmente, a novembre 2020, si compone di 13 generi e 72 specie:
- Pahorinae Forster, Platnick & Coddington, 1990 — endemici della Nuova Zelanda
  - Nomaua Forster, 1990 - Nuova Zelanda, isola Stewart
  - Pahora Forster, 1990 - Nuova Zelanda
  - Pahoroides Forster, 1990 - Nuova Zelanda
  - Runga Forster, 1990 - Nuova Zelanda

- Physogleninae Petrunkevitch, 1928
  - Meringa Forster, 1990 — Nuova Zelanda
  - Paratupua Platnick, 1990 — Australia (Victoria)
  - Physoglenes Simon, 1904 — Cile
  - Tupua Platnick, 1990 — Tasmania
  - Zeatupua Fitzgerald & Sirvid, 2009 - Nuova Zelanda

- Synotaxinae Simon, 1894
  - Calcarsynotaxus Wunderlich, 1995 — Australia (Queensland, Australia occidentale)
  - Chileotaxus Platnick, 1990 — Cile
  - Microsynotaxus Wunderlich, 2008 — Australia (Queensland)

- incertae sedis
  - Mangua Forster, 1990 — Nuova Zelanda, isole Auckland, isole Campbell